# Geoff Duke
Geoff Duke OBE (St. Helens, Lancashire, Inglaterra, 29 de marzo de 1923-1 de mayo de 2015) fue un piloto de motociclismo británico. Llegó a ser el piloto dominante del Campeonato Mundial de Motociclismo en la primera mitad de la década de 1950, ganando seis campeonatos mundiales (dos en 350cc y cuatro en 500cc) y cinco veces el Tourist Trophy de la Isla de Man. Logró cuatro títulos, 22 victorias y 32 podios en 500 cc, incluyendo tres triunfos en el TT de la Isla de Man.
Después de ganar sus tres primeros campeonatos mundiales en los años 1951 (350cc y 500cc) y 1952 (350cc) con Norton sorprendió a todos firmando por una marca extranjera, el fabricante italiano Gilera. En 1953 volvió a ganar el campeonato para su nueva marca, título que repetiría los dos siguientes años.
Duke apoyó una huelga en la que los pilotos pedían más dinero, por ello la Federación Internacional de Motociclismo (FIM) le suspendió durante seis meses. Esto le impidió intentar un cuarto título mundial consecutivo en 500cc.
Después de retirarse de las carreras, Duke se convirtió en empresario y en 1963 creó la escudería Duke junto con Gilera para producir motocicletas de competición.

## Resultados en el Campeonato del Mundo
Sistema de puntuación desde 1950 hasta 1968:
| Posición | 1.º | 2.º | 3.º | 4.º | 5.º | 6.º |
| Puntos   | 8   | 6   | 4   | 3   | 2   | 1   |

Hasta 1955 se contaban los 5 mejores resultados.

### Carreras por año
(Carreras en negrita indica pole position; Carreras en cursiva indica vuelta rápida)
| Año  | Cat.   | Moto    | 1       | 2       | 3       | 4       | 5       | 6       | 7     | 8       | Pts     | Pos  |
| ---- | ------ | ------- | ------- | ------- | ------- | ------- | ------- | ------- | ----- | ------- | ------- | ---- |
| 1950 | 350cc  | Norton  | IOM 2   | BEL 3   | NED 2   | SUI 3   | ULS -   | NAT 1   |       |         | 24 (28) | 2.º  |
| 1950 | 500cc  | Norton  | IOM 1   | BEL Ret | NED Ret | SUI 4   | ULS 1   | NAT 1   |       |         | 27      | 2.º  |
| 1951 | 350 cc | Norton  | ESP -   | SUI Ret | IOM 1   | BEL 1   | NED Ret | FRA 1   | ULS 1 | NAT 1   | 32 (40) | 1.º  |
| 1951 | 500 cc | Norton  | ESP -   | SUI Ret | IOM 1   | BEL 1   | NED 1   | FRA 5   | ULS 1 | NAT 4   | 35 (37) | 1.º  |
| 1952 | 350 cc | Norton  | SUI 1   | IOM 1   | NED 1   | BEL 1   | GER -   | ULS -   | NAT - |         | 32      | 1.º  |
| 1952 | 500 cc | Norton  | SUI Ret | IOM Ret | NED 2   | BEL 2   | GER -   | ULS -   | NAT - | ESP -   | 12      | 7.º  |
| 1953 | 500 cc | Gilera  | IOM Ret | NED 1   | BEL Ret | FRA 1   | ULS 2   | SUI 1   | NAT 1 | ESP -   | 38      | 1.º  |
| 1954 | 500 cc | Gilera  | FRA 12  | IOM 2   | BEL 1   | NED 1   | GER 1   | SUI 1   | NAT 1 | ESP -   | 40      | 1.º  |
| 1955 | 500 cc | Gilera  | ESP Ret | FRA 1   | IOM 1   | GER 1   | BEL Ret | NED 1   | ULS - | NAT 3   | 36      | 1.º  |
| 1956 | 500 cc | Gilera  | IOM -   | NED -   | BEL Ret | GER Ret | ULS Ret | NAT 1   |       |         | 8       | 7.º  |
| 1957 | 350 cc | Gilera  | GER -   | IOM -   | NED -   | BEL -   | ULS Ret | NAT Ret |       |         | 0       | -    |
| 1957 | 500 cc | Gilera  | GER -   | IOM -   | NED -   | BEL -   | ULS 3   | NAT 2   |       |         | 10      | 4.º  |
| 1958 | 350 cc | Norton  | IOM Ret | NED Ret | BEL 5   | GER Ret | SWE 1   | ULS 4   | NAT 3 |         | 17      | 3.º  |
| 1958 | 500 cc | BMW     | IOM Ret | NED Ret | BEL 4   | GER Ret |         |         |       |         | 13      | 3.º  |
| 1958 | 500 cc | Norton  |         |         |         |         | SWE 1   | ULS 5   | NAT 7 |         | 13      | 3.º  |
| 1959 | 250 cc | NSU     |         | IOM Ret |         |         |         |         |       |         | 5       | 10.º |
| 1959 | 250 cc | Benelli |         |         | GER 6   | NED -   |         | SWE 3   | ULS - | NAT 10  | 5       | 10.º |
| 1959 | 350 cc | Norton  | FRA -   | IOM 4   | GER 4   |         |         | SWE -   | ULS 3 | NAT Ret | 10      | 5.º  |
| 1959 | 500 cc | Norton  | FRA -   | IOM -   | GER 9   | NED -   | BEL 3   |         | ULS 3 | NAT 3   | 12      | 4.º  |